# Императорска ведрица
Императорската ведрица (Fritillaria imperialis) е вид растение от семейство Кремови (Liliaceae). Видовете се различават и по форма и по размери. F. imperialis става висока около 60 – 90 cm, има чашевидни цветове които могат да бъдат обагрени в жълто (при Maxima Lutea), оранжево (при Aurora) или червено (при Rubra). Цветовете са подредени като венец на върха на издръжливо стъбло, а над тях са разположени група от къси зелени листа. Произхожда от Иран, Западните Хималаи и Афганистан. Размножава се с луковици, които трябва да се засаждат през септември, октомври или ноември, на дълбочина около 20 cm. Първо се слага малко пясък, след това се поставя луковицата (която е доста едра), покрива се с пясък за дренаж и накрая се слага почва докато запълните цялата дупка.
Fritillaria imperialis цъфти рано на пролет, още през март, обича слънчево място и почва с добри дренажни свойства. Туфите могат да се разделят през няколко години, но след като листната маса и стъблото изсъхнат напълно. Веднага трябва да засадят извадените млади луковици, които са се образували около цъфтящата луковица. Те започват да цъфтят след три години.